# Calw
Calw (německá výslovnost: [ˈkalf]; lokálně [kʰalp]) je velké okresní město uprostřed Bádenska-Württemberska v jižním Německu, hlavní město okresu Calw. Nachází se v severním Černém lese, přibližně 18 kilometrů jižně od Pforzheimu a 33 kilometrů západně od Stuttgartu.

## Důležitá fakta a čísla
- Pracovní síla: Povinně pojištění zaměstnanci 8014. Z těch:
  - Zpracovatelský průmysl: 2763
  - Odvětví služeb: 5251
- Vodní toky – Nagold, Tälesbach, Ziegelbach, Wurstbrunnenbach, Schießbach, Schlittenbach, Schweinbach
- Základna Kommando Spezialkräfte (KSK) (speciální síly)

## Známí obyvatelé
- Johannes Valentinus Andreae (1586–1654), kněz
- Ulrich Rülein von Calw (1465–1523), lékař, matematik a montanista
- Konrad Rieger (1855–1939), psychiatr
- Hermann Hesse (1877–1962), švýcarský spisovatel narozený v Německu, nositel Nobelovy ceny za literaturu v roce 1946
- Rudolf Schlichter (1890–1955), malíř
- Heinz-Wolfgang Schnaufer (1922–1950), stíhací pilot Luftwaffe ve Druhé světové válce
- Rasa von Werder (* 1945), kulturistka
- Peter Lehmann (* 1950), sociální vědec, vydavatel, nezávislý aktivista v humanistické antipsychiatrii, čestný doktor z Aristotelovy univerzity v Soluni v Řecku, Rytíř Řádu za Zásluhy Spolkové Republiky Německo
- Jörg Lutz (* 1963), starosta města Lörrach
- Sascha Goc (* 1979), NHL hráč, který hrál za New Jersey Devils a Tampa Bay Lightning
- Marcel Goc (* 1983), NHL hráč, který hrál mj. za Pittsburgh Penguins

## Partnerská města
- Weida, Durynsko
- Latsch, Jižní Tyrolsko, Itálie